# Recall
Recall – prawo obywateli do odwoływania urzędników pochodzących z wyborów powszechnych. Do odwołania wystarczy zebranie odpowiedniej liczby podpisów. Recall dotyczy najczęściej władz lokalnych. Obecnie stosowany jest w niektórych stanach USA oraz w państwach Ameryki Południowej.

## Recall w Polsce (projekt)
W Polsce zaproponowano w tzw. projekcie ludowym Konstytucji II RP autorstwa Mieczysława Niedziałkowskiego możliwość rozwiązywania Sejmu przez Prezydenta na wniosek obywateli. Postanowienia te jednak nie znalazły się w Konstytucji marcowej. Podobnie Konstytucja Polskiej Rzeczypospolitej Ludowej przewidywała możliwość odwołania posła (lub członka rady narodowej), lecz nie została wydana stosowna ustawa.

## Odwołanie parlamentu
Instytucja odwołania parlamentu (Landtagu) w referendum istnieje w Liechtensteinie.